# 平和賛歌
「平和賛歌」（へいわさんか、Heiwa Sanka）は、アメリカ合衆国ワシントンD.C.出身の歌手、ダイアナ・ガーネットの楽曲。
メジャー7枚目のオリジナルシングル（3枚目のデジタルシングル、2枚目のコラボシングル）。
2023年7月28日に発売。発売元はAutodidactic Studios。

## 概要
前作「現振動」から3ヵ月でのリリースで、ダイアナ・ガーネットの6枚目アニメタイアップシングル。Lappyが作曲編曲プロデューサー、ダイアナとコラボ歌詞及びボーカルアレンジ、Autodidactic Studiosが制作協力した。
ジャケットは、のYostarアークナイツネットアニメ『Legend of Chongyue』の背景を表す。

### タイアップ
- タイトル曲の「平和賛歌」は、Yostarアークナイツネットアニメ『Legend of Chongyue』（制作：Dillongoo Studios[3]）主題歌。[4]
- 2023年7月29日、ミュージックビデオは「YouTube」にLappyのチャンネルにて特番が放送された。[5] ミュージックビデオには、ネットアニメ『Legend of Chongyue』の舞台を表す。
- 2023年7月29日、全アルバム『Legend of Chongyue (Original Animation Soundtrack)』のビジュアライザーは「YouTube」にAutodidactic Studiosのチャンネルにて特番が放送された[6]。 ビジュアライザーには、ネットアニメ『Legend of Chongyue』の静止画を表す。
- 2023年8月5日、シングルトラック『平和賛歌』のビジュアライザーは「YouTube」にDillongoo Studiosのチャンネルにて特番が放送された[7]。 ビジュアライザーには、ネットアニメ『Legend of Chongyue』の舞台を表す。

## 収録曲
1. 平和賛歌 [2:51]
  - 作詞・作曲：ダイアナ・ガーネット／Lappy、編曲：Lappy
  - Yostarアークナイツネットアニメ『Legend of Chongyue』主題歌。[4]
  - Autodidactic Studiosのオリジナルサウンドトラックアルバム『Legend of Chongyue (Original Animation Soundtrack)』にて収録された。
2. 平和賛歌 (Instrumental Version) [2:51]

## 参加アーティスト
- ダイアナ・ガーネット - 歌詞・全作曲、ボーカル
- Lappy - 全作曲・全編曲

## 収録アルバム
- Autodidactic Studios『Legend of Chongyue (Original Animation Soundtrack)』